# Heinrich von Achenbach
Heinrich von Achenbach (oprindelig Aschenbach, født 23. november 1829 i Saarbrücken, død 19. juli 1899 i Potsdam) var en preussisk statsmand.
von Achenbach blev 1860 professor i retsvidenskab i Bonn, beklædte senere forskellige høje embeder i ministerierne i Berlin og blev 1873 handelsminister, men trådte 1878 tilbage på grund af uenighed med Bismarck i spørgsmål om jernbanevæsenet. Han blev derpå overpræsident i den nye provins Westpreussen og 1879 i Brandenburg. I 1885 fik han det hverv at vejlede prins Vilhelm i civilforvaltningen, maj 1888 ophøjedes han af kejser Frederik i adelsstanden. Af von Achenbachs mange skrifter må særlig nævnes: Das gemeine deutsche Bergrecht (Bonn 1871); han er tillige medstifter af Zeitschrift für Bergrecht, i hvis ledelse han deltog til 1873.